# Coupe de la confédération 2006
Navigation
Édition précédente Édition suivante
La Coupe de la confédération 2006 est la troisième édition de la Coupe de la confédération. Les meilleures équipes non qualifiées pour la Ligue des champions de la CAF et les vainqueurs des coupes nationales participent à cette compétition.
Cette édition voit le sacre du club de l'Étoile sportive du Sahel de Tunisie qui bat le tenant du titre, les Marocains du FAR Rabat. Comme lors des deux éditions précédentes, les finalistes ont tous deux été repêchés de la Ligue des champions. C'est le premier succès en Coupe de la confédération pour le club, qui a déjà été sacré cinq fois au niveau continental.

## Primes monétaires
| Classement | Prime au Club | Prime à la Fédération Nationale |
| ---------- | ------------- | ------------------------------- |
| Champion   | 300 000 $     | 30 000 $                        |
| Finaliste  | 200 000 $     | 20 000 $                        |
| 2e Place   | 150 000 $     | -                               |
| 3e Place   | 125 000 $     | -                               |
| 4e Place   | 100 000 $     | -                               |

## Tour préliminaire
| Équipe 1                      | Résultat      | Équipe 2                     | Aller | Retour |
| ----------------------------- | ------------- | ---------------------------- | ----- | ------ |
| forfait ASC Entente           | -             | ASO Chlef                    | -     | -      |
| Sahel SC                      | 2 - 4         | Séwé Sports de San Pedro     | 1 - 1 | 1 - 3  |
| ES Zarzis                     | 2 - 0         | US Ouagadougou               | 2 - 0 | 0 - 0  |
| Akonangui FC                  | 0 - 0 5-4 tab | Impôts FC                    | 0 - 0 | 0 - 0  |
| TP USCA Bangui                | 1 - 5         | Les Astres FC                | 1 - 3 | 0 - 2  |
| Tourbillon FC                 | 3 - 5         | Diables Noirs de Brazzaville | 2 - 2 | 1 - 3  |
| forfait Bakau United FC       | -             | Jeunesse Club d'Abidjan      | -     | -      |
| Alakhdhar S.C.                | 1 - 4         | Haras El Hodood              | 1 - 0 | 0 - 4  |
| Rayon Sport                   | 2 - 0         | Awassa City FC               | 1 - 0 | 1 - 0  |
| Mighty Blackpool              | 2 - 3         | ASC Compagnie Sucrière       | 2 - 1 | 0 - 2  |
| World Hope FC                 | 1 - 2         | Uganda Revenue Authority SC  | 1 - 1 | 0 - 1  |
| Dynamic Togolais              | 0 - 5         | AS Bamako                    | 0 - 0 | 0 - 5  |
| AS Kabasha                    | 0 - 2         | Sogéa FC                     | 0 - 0 | 0 - 2  |
| Seychelles Marketing Board FC | 0 - 3         | Township Rollers             | 0 - 2 | 0 - 1  |
| ZESCO United FC               | 4 - 0         | Pointe-aux-Sables Mates      | 3 - 0 | 1 - 0  |
| Représentant du Zimbabwe      | -             | Moro United                  | -     | -      |
| Clube Ferroviário da Beira    | 2 - 1         | Élan Club de Mitsoudjé       | 2 - 1 | -      |
| JKU SC                        | 1 - 2         | USJF Ravinala                | 0 - 0 | 1 - 2  |

## Premier tour
| Équipe 1                     | Résultat      | Équipe 2                         | Aller | Retour |
| ---------------------------- | ------------- | -------------------------------- | ----- | ------ |
| ASO Chlef                    | 0 - 1         | Association Sportive des Douanes | 0 - 0 | 0 - 1  |
| Séwé Sports de San-Pédro     | 2 - 3         | NA Hussein Dey                   | 1 - 0 | 1 - 3  |
| ES Zarzis                    | 1 - 6         | OC Khouribga                     | 1 - 0 | 0 - 6  |
| Akonangui FC                 | 1 - 1 5-6 tab | Lobi Stars FC                    | 1 - 0 | 0 - 1  |
| Les Astres FC                | 2 - 3         | Petro Atlético Luanda            | 1 - 2 | 2 - 2  |
| Diables Noirs de Brazzaville | 2 - 3         | Berekum Arsenal                  | 2 - 1 | 0 - 2  |
| Jeunesse Club d'Abidjan      | 0 - 2         | Heartland FC                     | 0 - 0 | 0 - 2  |
| Haras El Hodood              | 6 - 1         | AS Kaloum Star                   | 6 - 0 | 0 - 1  |
| Rayon Sport                  | 1 - 3         | Ittihad Alexandrie               | 1 - 0 | 0 - 3  |
| ASC Compagnie sucrière       | 0 - 4         | ES Tunis                         | 0 - 1 | 0 - 3  |
| Uganda Revenue Authority SC  | 2 - 3         | Al Merreikh Omdurman             | 2 - 1 | 0 - 2  |
| AS Bamako                    | 1 - 0         | King Faisal Babies               | 1 - 0 | 0 - 0  |
| Sogéa FC                     | 1 - 2         | Inter Luanda                     | 1 - 0 | 0 - 2  |
| ZESCO United FC              | 2 - 3         | Township Rollers                 | 2 - 1 | 0 - 2  |
| Moro United                  | 6 - 0         | TP Mazembe disqualifié           | 3 - 0 | -      |
| USJF Ravinala                | 0 - 0 4-3 tab | Clube Ferroviário da Beira       | 0 - 0 | 0 - 0  |

## Huitièmes de finale
| Équipe 1         | Résultat      | Équipe 2              | Aller | Retour |
| ---------------- | ------------- | --------------------- | ----- | ------ |
| NA Hussein Dey   | 3 - 1         | AS Douanes            | 2 - 0 | 1 - 1  |
| Lobi Stars FC    | 2 - 3         | OC Khouribga          | 1 - 1 | 1 - 2  |
| Berekum Arsenal  | 0 - 2         | Petro Atlético Luanda | 0 - 0 | 0 - 2  |
| Haras El Hodood  | 2 - 3         | Heartland FC          | 0 - 0 | 2 - 3  |
| ES Tunis         | 1 - 1 4-3 tab | Ittihad Alexandrie    | 1 - 0 | 0 - 1  |
| AS Bamako        | 1 - 1 2-3 tab | Al Merreikh Omdurman  | 3 - 0 | 0 - 3  |
| Township Rollers | 1 - 2         | Inter Luanda          | 1 - 1 | 0 - 1  |
| USJF Ravinala    | 2 - 5         | Moro United           | 1 - 2 | 1 - 3  |

## Tour intermédiaire
Les huit équipes qualifiées rencontrent les huit repêchés de la Ligue des champions (qui sont indiqués en italique). 
| Équipe 1             | Résultat | Équipe 2              | Aller | Retour |
| -------------------- | -------- | --------------------- | ----- | ------ |
| Renacimiento FC      | 5 - 4    | Heartland FC          | 5 - 0 | 0 - 4  |
| USCA Foot            | 0 - 1    | Inter Luanda          | 0 - 0 | 0 - 1  |
| ASC Port Autonome    | 0 - 4    | Petro Atlético Luanda | 0 - 1 | 0 - 3  |
| ES Sahel             | 7 - 1    | Moro United           | 4 - 1 | 3 - 0  |
| FC Saint Éloi Lupopo | 3 - 2    | Al Merreikh Omdurman  | 2 - 0 | 1 - 2  |
| Al Hilal Omdurman    | 1 - 2    | OC Khouribga          | 0 - 0 | 1 - 2  |
| Raja CA              | 0 - 2    | ES Tunis              | 0 - 0 | 0 - 2  |
| AS FAR               | 2 - 1    | NA Hussein Dey        | 2 - 0 | 0 - 1  |

## Phase de poules
Les huit formations qualifiées sont réparties en deux poules de quatre équipes, qui se rencontrent deux fois, à domicile et à l'extérieur. Le premier de chaque groupe se qualifie pour la finale.

### Groupe A
| Rang | Équipe                | Pts | J | G | N | P | Bp | Bc | Diff |  | Résultats (▼ dom., ► ext.) | FAR | OCK | Pet | Int |
| ---- | --------------------- | --- | - | - | - | - | -- | -- | ---- |  | -------------------------- | --- | --- | --- | --- |
| 1    | AS FAR                | 13  | 6 | 4 | 1 | 1 | 9  | 5  | +4   |  | AS FAR                     |     | 3-1 | 2-1 | 2-0 |
| 2    | OC Khouribga          | 10  | 6 | 3 | 1 | 2 | 6  | 4  | +2   |  | OC Khouribga               | 2-0 |     | 1-0 | 1-0 |
| 3    | Petro Atlético Luanda | 8   | 6 | 2 | 2 | 2 | 10 | 7  | +3   |  | Petro Atlético Luanda      | 1-1 | 1-1 |     | 4-1 |
| 4    | Inter Luanda          | 3   | 6 | 1 | 0 | 5 | 3  | 12 | -9   |  | Inter Luanda               | 0-2 | 1-0 | 1-3 |     |

### Groupe B
| Rang | Équipe               | Pts | J | G | N | P | Bp | Bc | Diff |  | Résultats (▼ dom., ► ext.) | Eto | Esp | Lup | Ren |
| ---- | -------------------- | --- | - | - | - | - | -- | -- | ---- |  | -------------------------- | --- | --- | --- | --- |
| 1    | ES Sahel             | 18  | 6 | 6 | 0 | 0 | 15 | 3  | +12  |  | ES Sahel                   |     | 1-0 | 4-1 | 4-1 |
| 2    | ES Tunis             | 8   | 6 | 2 | 2 | 2 | 10 | 7  | +3   |  | ES Tunis                   | 1-3 |     | 1-0 | 5-0 |
| 3    | FC Saint Éloi Lupopo | 4   | 6 | 1 | 1 | 4 | 8  | 12 | -4   |  | FC Saint Éloi Lupopo       | 0-1 | 2-2 |     | 5-1 |
| 4    | Renacimiento FC      | 4   | 6 | 1 | 1 | 4 | 6  | 17 | -11  |  | Renacimiento FC            | 0-2 | 1-1 | 3-0 |     |

## Finale
| Équipe 1 | Résultat | Équipe 2 | Aller | Retour |
| -------- | -------- | -------- | ----- | ------ |
| AS FAR   | 1 - 1    | ES Sahel | 1 - 1 | 0 - 0  |

| 18 novembre 2006 | AS FAR       | 1 - 1 | ES Sahel         | Stade Moulay Abdallah, Rabat \              |                                             |
| | El Bahri 72e | | Gilson Silva 34e | Spectateurs : 60 000 Arbitrage : Ahmed Auda | Spectateurs : 60 000 Arbitrage : Ahmed Auda |
| Tarek Jarmouni; Mounir Benkassou, Youssef Rabeh, Moulay Ali Jaâfari, Atik Chihab (Brahim El Bahri), Ahmed Ajeddou, Jaouad Ouadouch, Yassine Naâoum (Hakim Ajraoui), Adil Lotfi, Abdelhafid Abdessadak, Adil Serraj \ | Équipes      | Aymen Mathlouthi; Saber Ben Frej; Mehdi Meriah; Saïf Ghezal; Mejdi Ben Mohamed; Mohamed Ali Nafkha; Moussa Narry; Mouri Ogunbiyi (Lotfi Sallami); Yassine Chikhaoui; Gilson Silva (Khaled Melliti); Emeka Opara |                  | Spectateurs : 60 000 Arbitrage : Ahmed Auda | Spectateurs : 60 000 Arbitrage : Ahmed Auda |

| 2 décembre 2006 | ES Sahel | 0 - 0 | AS FAR | Stade olympique de Sousse, Sousse               |
| |          | |        | Spectateurs : 30 000 Arbitrage : Daniel Bennett |
| Aymen Mathlouthi ; Saber Ben Frej ; Lotfi Sallami ; Saïf Ghezal ; Mehdi Meriah ; Mohamed Ali Nafkha ; Gilson Silva ; Emeka Opara ; Moussa Narry; Yassine Chikhaoui; Mouri Ogunbiyi (Khaled Melliti 46e). | Équipes  | Tarek Jarmouni ; Ahmed Ajeddou ; Youssef El Basri ; Youssef Rabeh ; Mounir Benkassou ; Khalid El Maâroufi ; Abdelhafid Abdessadak ; Adil Lotfi (Hakim Ajraoui 74e) ; Moulay Ali Jaâfari ; Jaouad Ouadouch ; Khalid El Hirech (Brahim El Bahri 54e). |        |                                                 |

## Vainqueur
| Coupe de la confédération Vainqueur 2006 |
| ---------------------------------------- |
| Étoile sportive du Sahel Premier titre   |